# Годвін Окпара
Годвін Окпара (англ. Godwin Okpara, нар. 20 вересня 1972, Лагос) — нігерійський футболіст, що грав на позиції захисника.
Виступав, зокрема, за французькі клуби «Страсбур» і «Парі Сен-Жермен» та бельгійський «Стандард» (Льєж), а також національну збірну Нігерії, у складі якої був учасником Олімпійських ігор 2000 року в Сіднеї та чемпіонату світу 1998 року.

## Клубна кар'єра
У дорослому футболі дебютував 1988 року виступами за команду «Обанта Юнайтед» у другому за рівнем дивізіоні Нігерії. Незабаром Окпара відправився в Європу, де уклав контракт з бельгійським «Беєрсхотом». У своєму другому сезоні Годвін став частіше залучатися до ігор за основу, але клуб вилетів з вищого дивізіону і в 1991 році нігерієць перейшов у «Ендрахт». У новому клубі Окпара відразу ж завоював місце в стартовому складі, але і ця команда не втрималась у вищому дивізіоні. Незважаючи на виліт команди в нижчий дивізіон Годвін залишився в клубі і допоміг їй повернутись в Жюпіле-лігу у 1994 році, а також пробитися в Кубок УЄФА на наступний рік.
Влітку 1996 року Годвін перейшов у французький «Страсбур». 10 серпня в матчі проти «ПСЖ» він дебютував у Лізі 1. Окпара допоміг команді виграти Кубок французької ліги і пробитися в єврокубки. У Кубку УЄФА клуб справив справжній фурор вибивши з турніру англійська «Ліверпуль» і італійську «Рому».
Влітку 1999 року Окпара перейшов в «Парі Сен-Жермен». У новій команді він возз'єднався зі своїм партнером по збірній Джей-Джеєм Окочею. 31 липня в поєдинку проти «Труа» Годвін дебютував за новий клуб. Окпара мав проблеми з потраплянням в основний склад, тому в 2001 році він повернувся в Бельгію. Його новою командою став льєзький «Стандард». 12 серпня в матчі проти «Шарлеруа» Окпара дебютував за нову команду. В 2004 році у віці 32 років він завершив кар'єру футболіста.

## Виступи за збірну
У 1989 році в складі юнацької збірної Нігерії Окпара взяв участь у чемпіонаті світу серед 17-річних в Шотландії і був визнаний найкращим футболістом турніру.
13 січня 1991 року дебютував в офіційних матчах у складі національної збірної Нігерії у кваліфікаційному матчі Кубка африканських націй проти збірної Буркіна-Фасо.
У складі збірної був учасником чемпіонату світу 1998 року у Франції. На турнірі він зіграв у матчах проти збірної Парагваю та Іспанії.
У 2000 році Окпара взяв участь у Кубку африканських націй. На турнірі він був запасним футболістом і не зіграв жодної хвилини, але завоював срібну медаль. У тому ж році Годвін виступав за національну команду на Олімпійських іграх в Сіднеї.
Всього протягом кар'єри у національній команді, яка тривала 11 років, провів у формі головної команди країни 18 матчів.

## Арешт
У 2005 році Окпара був заарештований поліцією за підозрою в зґвалтуванні своєї прийомної 13-річної дочки Тіни. Незважаючи на те, що Годвін не визнавав себе винним, у 2007 році він був засуджений на 10 років, а його дружина Лінда Окпара була засуджена до 15 років у в'язниці..

## Досягнення
- Володар Кубка французької ліги: 1996/97
- Срібний призер Кубка африканських націй: 2000